# Deiphobe yunnanensis
Deiphobe yunnanensis är en bönsyrseart som beskrevs av Tinkham 1937. Deiphobe yunnanensis ingår i släktet Deiphobe och familjen Mantidae. Inga underarter finns listade i Catalogue of Life.